# Інклюзія
Інклюзія (від англ. inclusion — включення, залучення) — процес збільшення ступеня участі всіх громадян у соціумі. Потребу збільшення участі відчувають насамперед ті, що мають фізичні чи ментальні порушення. Він передбачає розробку і застосування таких конкретних рішень, які зможуть дозволити кожній людині рівноправно брати участь в академічному і суспільному житті. Поняття інклюзії близьке за значенням з поняттям інтеграція та протилежне до сегрегація. При інклюзії всі зацікавлені сторони повинні брати активну участь для отримання бажаного результату.

## Зміст поняття
Інклюзія в широкому соціально-філософському сенсі розуміється як форма буття, спільного життя звичайних людей і людей з інвалідністю, за чи проти якої виступає суспільство та його підсистеми (у тому числі інститути освіти), і щодо якої і ті, й інші члени суспільства мають право вільного вибору[джерело?].
Інклюзія — це процес реального включення людей з інвалідністю в активне суспільне життя і однаковою мірою необхідна для всіх членів суспільства. Інвалідність — це не вирок долі, це, швидше, такий спосіб життя за обставин, що склалися, який може багато дати особі з інвалідністю і людям, що оточують її, якщо інвалідність розглядати в рамках соціальної концепції. Тоді головний сенс процесу інклюзії можна позначити так: «Всім тут раді!» Або може стати нестерпним щоденним стражданням для всіх членів суспільства, якщо інвалідність розглядати тільки в рамках біологічної концепції, коли «Інвалід — людина, яка повністю або частково позбавлена працездатності унаслідок якої-небудь аномалії, поранення, каліцтва, хвороби» (С. І. Ожегов).
Істотну різницю між біологічною і соціальною концепціями суспільство усвідомить лише тоді, коли матиме в своєму розпорядженні доступну і повну інформацію про включення осіб з інвалідністю. Не хвороба створює обмеження діяльності, а умови життя, які може запропонувати суспільство (уряд) людям з інвалідністю.
Умови рівних можливостей досяжна лише в тому суспільстві, де інвалідність розглядається через соціальну концепцію, де відсутня дискримінація людей з інвалідністю словами і діями інших людей.

### Забезпечення нормальної життєдіяльності людей з інклюзією
Багато людей, які потребують інклюзивних технологій, не мають доступу до них. Приклади незадоволеної глобальної потреби в допоміжних технологіях включають:
- 200 мільйонів людей зі проблемним зором не мають доступу до допоміжних засобів для слабкого зору.
- 75 мільйонів людей потребують інвалідного візка, і лише від 5% до 15% тих хто мають доступ до нього.
- 466 мільйонів людей у всьому світі відчувають зниження слуху. Виробництво слухових апаратів наразі задовольняє менше 10% світової потреби.
- Величезний дефіцит робочої сили в інклюзивних технологіях: понад 75% країн з низьким рівнем доходу не мають програм з навчання протезів та ортопедії. Країни з найбільшою поширеністю захворювань, пов’язаних з інвалідністю, мають тенденцію бути країнами з найменшим запасом медичних працівників, кваліфікованих у наданні допоміжних технологій (до 2 фахівців на 10 000 населення).

Відсутність доступності в країнах з низьким рівнем доходу є головною причиною того, що люди, які потребують засобів для нормального забезпечення життя, не мають їх.

## Видання в галузі інклюзивної освіти
- Реалізація оновленого змісту освіти дітей з особливими потребами: початкова ланка: Навч.-метод посібник / Н. Б. Адамюк, Л. Є. Андрусишина, О. О. Базилевська та ін., НАПН Інститут спеціальної педагогіки; за ред. В. В. Засенка, А. А. Колупаєвої, Н. О. Макарчук, В. І. Шинкаренко. — Київ, 2014. — 336с.
- Серія навчальних матеріалів (тренінгові модулі) / за заг. ред. О. Красюкової-Еннз, Ю. Найди, М. Сварника, О. Софія. — Українськоканадський проєкт «Інклюзивна освіта для дітей з особливими потребами в Україні» — К.: СПДФО Парашин І. С., 2011. — 248 с.
- Українсько-канадський проєкт «Інклюзивна освіта для дітей з особливими потребами в Украйні»: тренінгові модулі: «Соціальної політики». — К., 2011. — 132с.
- Розвиток політики інклюзивних шкіл. Інтегроване планування послуг, їх надання тафінансування в Канаді: посібник / Дж. Блейз, Е. Чорнобой, Ш. Крокер, Е. Страт, О. Красюкова-Еннз. — К.: ПаливодаА. В., 2012. — 46 с.
- Огляд ролі асистентів учителів у канадських школах. Досвід провінцій Манітоба, Нова Шотландія та Альберта: посібник / Е. Чорнобой, О. Красюкова-Еннз. — К.: Паливода А. В., 2012. — 32 с.
- Інклюзивна освіта. Посібник для батьків: посібник / Анна Креста, Джоана Блейз, Ольга Красюкова-Еннз. — К., 2012. — 116 с.
- Інвалідність та суспільство: навчально-методичний посібник / за заг. редакцією Байди Л. Ю., Красюкової-Еннс О. В.. / кол. авторів: Байда Л. Ю., Красюкова-Еннс О. В., Буров С. Ю., Азін В. О., Грибальський Я. В., Найда Ю. М. — К., 2012. — 216 с.
- Українсько-канадський проєкт «Інклюзивна освіта для дітей з особливими потребами в Украйні»: тренінгові модулі: "Вступ до питань «інвалідності». — К., 2011. — 132с.
- Архітектурна доступність шкіл: навч.-метод. посіб. / за заг. ред. Байди Л. Ю., О. В. Красюкова-Еннс; колек. авторів: Азін В. О., Грибальський Я. В., Байда Л. Ю., Красикова-Еннс О. В. — К., 2012. — 88 с.
- Особливі діти в закладі і соціальному середовищі: О. В. Гаврилов Навчальний посібник. — Кам'янець-Подільський: Аксіома, 2009. — 308 с.

- Інклюзивна освіта: стан і перспективи розвитку в Україні: Науково-методич. зб. до Всеукр. науково-практич. конференції в рамках реалізації проєкту «Створення ресурсних центрів для батьків дітей з особливими освітніми потребами» за підтримки програми IBPP — TACIS Європейської комісії /За ред.: Засенка В. В.— докт. пед. наук, член-кор. АПН України, заст. дир-ра Ін-ту спец. педагогіки АПН України; Софій Н. З. — дир-ра Всеукр. фонду «Крок за кроком» / Всеукр. Фонд «Крок за кроком». — К.: ФО-П Придатченко П. М., 2007. — 180 с.
- Інклюзивна школа: особливості організації та управління: Навчально-методичний посібник / Кол. авторів: Колупаєва А. А., Софій Н. З., Найда Ю. М. та ін. За заг. ред. Даниленко Л. І., — К.: 2007. — 128 с.
- Елена Олейник. Разные возможности — равные права.— Родительский клуб, № 3(4), 2010.— С. 8-9.
- Діти з особливими потребами у загальноосвітньому просторі: початкова ланка (за ред. В. І. Бондаря, В. В. Засенка). — К. : 2004. — 152 с. [Архівовано 15 жовтня 2021 у Wayback Machine.]
- [4]